# Буглівська сільська рада
Бу́глівська сільська́ ра́да — адміністративно-територіальна одиниця та орган місцевого самоврядування в Лановецькому районі Тернопільської області. Адміністративний центр — село Буглів.

## Загальні відомості
- Територія ради: 5,2 км²
- Населення ради: 943 особи (станом на 2001 рік)
- Територією ради протікають річки Буглівка, Свинорейка

## Населені пункти
Сільській раді були підпорядковані населені пункти:
- с. Буглів
- с. Люлинці
- с. Огризківці

## Склад ради
Рада складалася з 15 депутатів та голови.
- Голова ради: Нукало Олег Володимирович
- Секретар ради: Кравчук Тетяна Степанівна

### Керівний склад попередніх скликань
| Прізвище, ім'я, по батькові | Основні відомості                                                                     | Дата обрання | Дата звільнення |
| --------------------------- | ------------------------------------------------------------------------------------- | ------------ | --------------- |
| Пенцак Володимир Андрійович | Сільський голова, 1952 року народження, безпартійний                                  | 26.03.2006   | 04.11.2009      |
| Іскра Марія Яківна          | Сільський голова, 1971 року народження, член Всеукраїнського об'єднання «Батьківщина» | 20.06.2010   | 31.10.2010      |
| Нукало Олег Володимирович   | Сільський голова, 1978 року народження, освіта вища, безпартійний                     | 31.10.2010   |                 |

Примітка: таблиця складена за даними сайту Верховної Ради України

### Депутати
За результатами місцевих виборів 2010 року депутатами ради стали:

#### За суб'єктами висування
| Суб'єкт висування                                       | Кількість обраних депутатів | %    |
| ------------------------------------------------------- | --------------------------- | ---- |
| Самовисування                                           | 13                          | 86,7 |
| Політична партія Всеукраїнське об'єднання «Батьківщина» | 2                           | 13,3 |

#### За округами
| № округу                                                | Прізвище, ім'я, по батькові      | Дата визнання обраним | Освіта             | Партійна приналежність                        | Відомості про обраного депутата                                                  |
| ------------------------------------------------------- | -------------------------------- | --------------------- | ------------------ | --------------------------------------------- | -------------------------------------------------------------------------------- |
| Політична партія Всеукраїнське об'єднання «Батьківщина» |                                  |                       |                    |                                               |                                                                                  |
| 7                                                       | Іскра Олександр Валерійович      | 02.11.2010            | середня спеціальна | позапартійний                                 | тимчасово не працює                                                              |
| 10                                                      | Ліщук Ольга Ярославівна          | 02.11.2010            | вища               | член Всеукраїнського об'єднання «Батьківщина» | Дитячий садочок «Пролісок», завідувачка                                          |
| Самовисування                                           |                                  |                       |                    |                                               |                                                                                  |
| 1                                                       | Великий Андрій Сергійович        | 02.11.2010            | середня            | позапартійний                                 | студент                                                                          |
| 2                                                       | Войцещук Марія Олександрівна     | 02.11.2010            | середня            | позапартійна                                  | приватний підприємець                                                            |
| 3                                                       | Кравчук Тетяна Степанівна        | 02.11.2010            | середня спеціальна | позапартійна                                  | Буглівська сільська рада, секретар                                               |
| 4                                                       | Пастушенко Олександр Віталійович | 02.11.2010            | середня спеціальна | позапартійний                                 | тимчасово не працює                                                              |
| 5                                                       | Стецюк Надія Степанівна          | 02.11.2010            | середня спеціальна | позапартійна                                  | ПСП ім. Шевченка, ветлікар                                                       |
| 6                                                       | Семенчук Анатолій Іванович       | 10.03.2013            | середня спеціальна | позапартійний                                 | тимчасово не працює                                                              |
| 8                                                       | Шелестовський Олександр Павлович | 02.11.2010            | середня спеціальна | позапартійний                                 | ПСП ім. Шевченка, різно-робочий                                                  |
| 9                                                       | Якубович Неоніла Володимирівна   | 02.11.2010            | середня спеціальна | позапартійна                                  | Буглівська амбулаторія загальної практики — сімейної медицини, молодша медсестра |
| 11                                                      | Пастушенко Андрій Віталійович    | 02.11.2010            | середня спеціальна | позапартійний                                 | ПСП ім. Шевченка, шофер                                                          |
| 12                                                      | Мельничук Світлана Миколаївна    | 02.11.2010            | вища               | позапартійна                                  | Буглівська загальноосвітня школа, директор                                       |
| 13                                                      | Омельчик Віктор Олександрович    | 10.03.2013            | середня            | позапартійний                                 | СПТУ № 3 м. Тернопіль, студент                                                   |
| 14                                                      | Хом'як Олег Анатолійович         | 10.03.2013            | незакінчена вища   | позапартійний                                 | ТДУ ім. І. Пулюя, студент                                                        |
| 15                                                      | Стасюк Назар Васильович          | 02.11.2010            | середня            | позапартійний                                 | студент                                                                          |